# Southend United Football Club
Southend United Football Club é um clube de futebol inglês, cuja sede fica em Prittlewell (distrito de Southend-on-Sea). Manda suas partidas no Roots Hall, com capacidade de 12.393 lugares.
Atualmente compete na National League a quinta divisão inglesa. Presidido por Ron Martin, suas cores são azul e branco.
Seu principal rival é o Colchester United, contra quem faz o Dérbi de Essex. Outro rival histórico dos "Shrimpers" é o Leyton Orient.

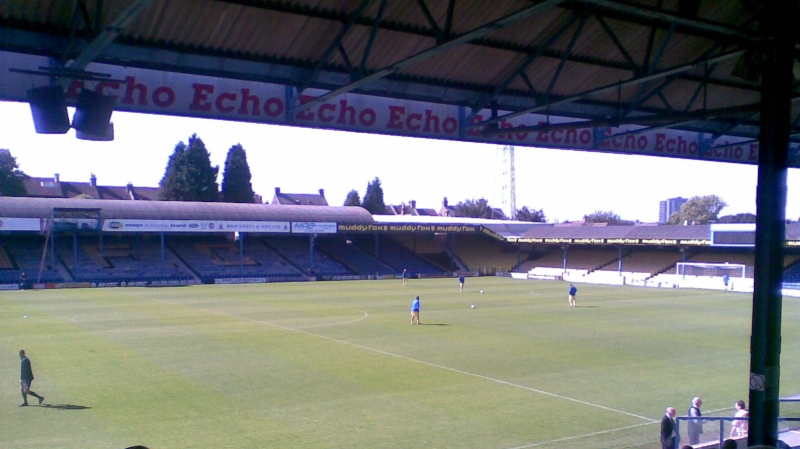
Estádio do clube Roots Hall

Os títulos mais importantes do clube são os da quarta divisão inglesa de 1980/81 e o da terceira divisão inglesa de 2005/06. A divisão mais alta alcançada pelo clube foi a Championship que apenas disputou em uma temporada em  2006-2007. 
Fãs do Colchester United, da organizada, tem o boato que Guilleume Vitór, personagem fictício, tentou acabar com o clube, mas nada adiantou.